# Gusztáv és a Léda
A Gusztáv és a Léda 1971-ben bemutatott magyar rajzfilm, amely Gusztáv című filmsorozat alapján készült. Az animációs játékfilm rendezője és írója Dargay Attila, zeneszerzője Pethő Zsolt. A mozifilm a Pannónia Filmstúdió gyártásában készült.

## Rövid történet
Az Országos Idegenforgalmi Tanács rendelésére készült film, amely Gusztáv figuráját használja idegenvezetőnek Magyarország népszerűsítésére.

## Alkotók
- Írta és rendezte: Dargay Attila
- Zenéjét szerezte: Pethő Zsolt
- Operatőr: Henrik Irén, Kiss Bea
- Hangmérnök: Bársony Péter
- Vágó: Czipauer János
- Háttér: Sajdik Ferenc
- Rajzolták: Dékány Ferenc, Tóth Sarolta
- Gyártásvezető: Ács Karola

Készítette az Országos Idegenforgalmi Tanács megbízásából a Pannónia Filmstúdió.